# Brad Davis (színművész)
Robert Creel Davis, ismertebb nevén Brad Davis (Tallahassee, 1949. november 6. – Los Angeles, 1991. szeptember 8.  ) Golden Globe-díjas amerikai színész.

## Élete és pályafutása
A floridai Tallahassee-ben született, Eugene Davis fogorvos és felesége, Anne (született Creel) Davis gyermekeként. Testvére Gene szintén színész. A The New York Times egy 1987-ben megjelent cikke szerint Davist fizikailag és szexuálisan is bántalmazták szülei. 
A Titusville High School tanulójaként érettségizett. 16 évesen egy zenei tehetségkutató versenyt nyert meg és utána az Atlantai Színházban dolgozott. Később színpadon, televíziós sorozatokban és mozifilmekben is szerepelt. A legismertebb szerepe az Éjféli expressz 1978-as című életrajzi drámában volt, mellyel Golden Globe-díjat kapott.  

## Magánélete és halála
1976-ban vette feleségül Susan Bluestein castingrendezőt, akitől 1983-ban egy fia született, Alex.
Rendszeresen használt kábítószert, 1985-ben jutott tudomására, hogy AIDS-szel fertőződött meg. Betegségét haláláig titokban tartotta, hogy szerepeket kapjon és el tudja látni a családját. 1991. szeptember 8-án hunyt el Los Angelesben. A Hollywood Hillsen található Forest Lawn Memorial Parkban helyezték örök nyugalomra.

## Filmográfia

### Film
| Év   | Magyar cím                        | Eredeti cím                           | Szerep                    | Magyar hang   |
| ---- | --------------------------------- | ------------------------------------- | ------------------------- | ------------- |
| 1976 |                                   | Eat My Dust!                          | ismeretlen szerep         |               |
| 1978 | Éjféli expressz                   | Midnight Express                      | Billy Hayes               | Tóth Sándor   |
| 1978 | Éjféli expressz                   | Midnight Express                      | Billy Hayes               | Dévai Balázs  |
| 1980 | Jó barátok között                 | A Small Circle of Friends             | Leonardo da Vinci Rizzo   |               |
| 1981 | Tűzszekerek                       | Chariots of Fire                      | Jackson Scholz            | Straub Dezső  |
| 1982 | Querelle                          | Querelle                              | Querelle                  | Epres Attila  |
| 1984 |                                   | Terror in the Aisles (dokumentumfilm) | önmaga                    |               |
| 1987 |                                   | Heart                                 | Eddie                     |               |
| 1987 | Hideg acél                        | Cold Steel                            | Johnny Modine             | Sztarenki Pál |
| 1989 | Rosalie vásárolni megy            | Rosalie Goes Shopping                 | Ray "Liebling" Greenspace |               |
| 1991 |                                   | Hangfire                              | Ike Slayton seriff        |               |
| 1992 | A játékos (posztumusz megjelenés) | The Player                            | önmaga (cameo)            |               |

### Televízió
| Év        | Magyar cím                   | Eredeti cím                         | Szerep                        | Megjegyzések                                                |
| --------- | ---------------------------- | ----------------------------------- | ----------------------------- | ----------------------------------------------------------- |
| 1974–1975 |                              | How to Survive a Marriage           | Alexander Kronos              | ismeretlen epizódok                                         |
| 1976      |                              | The American Parade                 | Peter Doyle / Thomas Nast     | 2 epizód                                                    |
| 1976      | Sybil                        | Sybil                               | Richard J. Loomis             | 2 epizód                                                    |
| 1976      |                              | The Secret Life of Ol' John Chapman | Andy Chapman                  | tévéfilm                                                    |
| 1977      | Gyökerek                     | Roots                               | Ol' George Johnson            | - minisorozat (3 epizód) - magyar hangja: - Pelsőczy László |
| 1977      |                              | Baretta                             | Ray                           | 1 epizód                                                    |
| 1980      | A legnagyobb ember a világon | The Greatest Man in the World       | Jimmy Schmurch                | tévéfilm                                                    |
| 1980      |                              | A Rumor of War                      | Philip Caputo                 | minisorozat (2 epizód)                                      |
| 1981      |                              | BBC2 Playhouse                      | fiatal amerikai               | 1 epizód                                                    |
| 1983      |                              | Chiefs                              | Sonny Butts                   | minisorozat (3 epizód)                                      |
| 1985      |                              | Robert Kennedy & His Times          | Robert F. Kennedy             | minisorozat (1 epizód)                                      |
| 1985      |                              | Alfred Hitchcock Presents           | Arthur                        | 1 epizód                                                    |
| 1986      | Alkonyzóna                   | The Twilight Zone                   | Arthur Lewis                  | 1 epizód                                                    |
| 1986      | Az amerikai unokatestvér     | Il cugino americano                 | Julian Salina                 | tévéfilm                                                    |
| 1986      | Tony Cimo                    | Vengeance: The Story of Tony Cimo   | Tony Cimo                     | - tévéfilm - magyar hangja: - Bagó Bertalan                 |
| 1987      |                              | The Hitchhiker                      | Jerry Rulac                   | 1 epizód                                                    |
| 1987      | Ha eljön a pillanat          | When the Time Comes                 | Dean                          | - tévéfilm - magyar hangja: - Epres Attila                  |
| 1988      | Zendülés a Caine hadihajón   | The Caine Mutiny Court-Martial      | Queeg kapitány                | - tévéfilm - magyar hangja: - Kassai Károly                 |
| 1989      |                              | The Rainbow Warrior Conspiracy      | Neil Travers                  | tévéfilm                                                    |
| 1989      |                              | The Edge                            | Kenny                         | 1 epizód                                                    |
| 1990      |                              | Unspeakable Acts                    | Joseph Braga                  | tévéfilm                                                    |
| 1990      | Megölni Hitlert              | The Plot to Kill Hitler             | Claus Schenk von Stauffenberg | - tévéfilm - magyar hangja: - Szakácsi Sándor               |
| 1991      |                              | Child of Darkness, Child of Light   | Dr. Phinney                   | tévéfilm                                                    |
| 1992      |                              | The Habitation of Dragons           | George Tolliver               | tévéfilm posztumusz megjelenés                              |

## Díjak és jelölések
| Év   | Díj                                    | Kategória                            | Jelölt mű       | Eredmény |
| ---- | -------------------------------------- | ------------------------------------ | --------------- | -------- |
| 1978 | Kansas City Film Critics Circle Awards | legjobb színész                      | Éjféli expressz | Elnyerte |
| 1979 | BAFTA-díj                              | legjobb férfi főszereplő             | Éjféli expressz | Jelölve  |
| 1979 | BAFTA-díj                              | legígéretesebb elsőfilmes főszereplő | Éjféli expressz | Jelölve  |
| 1979 | Golden Globe-díj                       | legjobb férfi főszereplő (filmdráma) | Éjféli expressz | Jelölve  |
| 1979 | Golden Globe-díj                       | év színész felfedezettje             | Éjféli expressz | Elnyerte |

## Fordítás
- Ez a szócikk részben vagy egészben  a   Brad Davis (actor) című angol Wikipédia-szócikk fordításán alapul.  Az eredeti cikk szerkesztőit annak laptörténete sorolja fel. Ez a jelzés csupán a megfogalmazás eredetét és a szerzői jogokat jelzi, nem szolgál a cikkben szereplő információk forrásmegjelöléseként.